# Microsoft Reaction Card Method
 (mars 2017).
 (avril 2018).
Développée par Microsoft en 2002 par Joey Benedek et Trish Miner, la méthode Microsoft Reaction Card est utilisée pour évaluer la réponse émotionnelle et le niveau de désidérabilité d'un produit d’un dessin ou modèle ou d’un produit.
Le participant est invité à décrire un design / produit à l’aide de n’importe lequel des 118 mots suivants :
1. Accessible
2. Accueillant
3. Actuel
4. Adapté
5. Agaçant
6. Agréable
7. Amusant
8. Attrayant
9. Atypique
10. Avancé
11. Avant-gardiste
12. Branché
13. Calme
14. Chargé
15. Clair
16. Collaboratif
17. Commercial
18. Commode
19. Compatible
20. Complet
21. Complexe
22. Confiant
23. Confortable
24. Constant
25. Convaincant
26. Créatif
27. Déconnecté
28. Déroutant
29. Déstabilisant
30. Désuet
31. Difficile
32. Difficile à utiliser
33. Digne de confiance
34. Distrayant
35. Divertissant
36. Dynamique
37. Efficace
38. Efficient
39. Emballant
40. Ennuyant
41. Enthousiaste
42. Essentiel
43. Exceptionnel
44. Facile à comprendre
45. Facile à contrôler
46. Facile à utiliser
47. Facile d’approche
48. Facile d’entretien
49. Fait gagner du temps
50. Familier
51. Fiable
52. Flexible
53. Fragile
54. Frustrant
55. Gênant
56. Grande qualité
57. Gruge-temps
58. Impersonnel
59. Impressionnant
60. Imprévisible
61. Inaccessible
62. Incohérent
63. Incompréhensible
64. Incontrôlable
65. Indésirable
66. Inefficace
67. Inspirant
68. Instinctif
69. Intégré
70. Intéressant
71. Intimidant
72. Intransigeant
73. Intuitif
74. Judicieux
75. Lent
76. Mélangeant
77. Motivant
78. Naturel
79. Non pertinent
80. Non sécurisé
81. Novateur
82. Optimiste
83. Ordinaire
84. Organisé
85. Original
86. Paternaliste
87. Personnalisable
88. Personnel
89. Pertinent
90. Peu attrayant
91. Piètre qualité
92. Pratique
93. Précieux
94. Prévisible
95. Prévu
96. Professionnel
97. Propre
98. Puissant
99. Rapide
100. Recherché
101. Rigide
102. Sans valeur
103. Satisfaisant
104. Sécuritaire
105. Simple
106. Simpliste
107. Sommaire
108. Souhaitable
109. Stable
110. Stérile
111. Stimulant
112. Stressant
113. Terne
114. Trop technique
115. Utile
116. Utilisable
117. Valorisant
118. Vieux

Chaque mot est placé sur une carte individuelle. Après avoir consulté un design ou un produit, le participant est invité à choisir les mots qui lui apparaissent pertinents. Le modérateur demandera alors au participant de décrire les raisons de son choix.